# Westfield (New Jersey)
Westfield ist eine Stadt im Union County, New Jersey. Das U.S. Census Bureau ermittelte bei der Volkszählung 2020 eine Einwohnerzahl von 31.032.
Westfield wurde 1794 gegründet.

## Geographie
Die geographischen Koordinaten der Stadt sind 40°38'60" nördliche Breite und 74°20'35" westliche Länge.
Nach den Angaben des United States Census Bureaus hat die Stadt eine Gesamtfläche von 17,5 km2, wovon 17,4 km2 Land und 0,1 km2 (0,30 %) Wasser ist.

## Demographie
Nach der Volkszählung von 2000 gibt es 29.644 Menschen, 10.622 Haushalte und 8.178 Familien in der Stadt. Die Bevölkerungsdichte beträgt 1.700,7 Einwohner pro km2. 89,98 % der Bevölkerung sind Weiße, 3,88 % Afroamerikaner, 0,09 % amerikanische Ureinwohner, 4,08 % Asiaten, 0,01 % pazifische Insulaner, 0,62 % anderer Herkunft und 1,33 % Mischlinge. 2,82 % sind Latinos unterschiedlicher Abstammung.
Von den 10.622 Haushalten haben 40,8 % Kinder unter 18 Jahre. 68,0 % davon sind verheiratete, zusammenlebende Paare, 7,1 % sind alleinerziehende Mütter, 23,0 % sind keine Familien, 19,3 % bestehen aus Singlehaushalten und in 9,4 % Menschen sind älter als 65. Die Durchschnittshaushaltsgröße beträgt 2,77, die Durchschnittsfamiliengröße 3,20.
28,4 % der Bevölkerung sind unter 18 Jahre alt, 4,0 % zwischen 18 und 24, 29,6 % zwischen 25 und 44, 24,5 % zwischen 45 und 64, 13,5 % älter als 65. Das Durchschnittsalter beträgt 39 Jahre. Das Verhältnis Frauen zu Männer beträgt 100:92,1, für Menschen älter als 18 Jahre beträgt das Verhältnis 100:87,4.
Das jährliche Durchschnittseinkommen der Haushalte beträgt 98.390 USD, das Durchschnittseinkommen der Familien 112.145 USD. Männer haben ein Durchschnittseinkommen von 82.420 USD, Frauen 45.305 USD. Der Prokopfeinkommen der Stadt beträgt 47.187 USD. 2,7 % der Bevölkerung und 1,7 % der Familien leben unterhalb der Armutsgrenze, davon sind 3,3 % Kinder oder Jugendliche jünger als 18 Jahre und 3,1 % der Menschen sind älter als 65.

## Einwohnerentwicklung
| Jahr | Einwohner¹ |
| ---- | ---------- |
| 1980 | 30.447     |
| 1990 | 28.870     |
| 2000 | 29.644     |
| 2010 | 30.316     |
| 2020 | 31.032     |

¹ 1980–2020: Volkszählungsergebnisse

## Söhne und Töchter der Stadt
- Virginia Apgar (1909–1974), Chirurgin und Anästhesistin
- Freddie Spencer (1902–1992), Radsportler
- Robert S. Dietz (1914–1995), Geophysiker und Ozeanograph
- Walt Hansgen (1919–1966), Autorennfahrer
- P. Roy Vagelos (* 1929), Pharma-Manager und Biochemiker
- Roger Welch (1946–2022), Fotograf, Objekt-, Konzept-, Video- und Filmkünstler
- Jessica St. Clair (* 1977), Filmschauspielerin

## Sonstiges
Auf dem Fairview Cemetery von Westfield sind Whitney Houston, Claydes Charles Smith (Kool & The Gang) und Virginia Apgar beigesetzt.